# Palicourea pachycalyx
Palicourea pachycalyx är en måreväxtart som beskrevs av Paul Carpenter Standley. Palicourea pachycalyx ingår i släktet Palicourea och familjen måreväxter. Inga underarter finns listade i Catalogue of Life.